# 尾島知佳
尾島 知佳（おじま ちか、1994年4月19日 - ）は、日本の元女性タレント、元旅行家であり、女性アイドルグループ・アイドリング!!!およびガールズ演劇ユニット・Girl〈s〉ACTRYの元メンバー。千葉県出身。

## 略歴

### アイドリング!!!時代（2010年 - 2015年）
2009年、アイドリング!!!4期生オーディションに参加。4期候補生15名にノミネートされ、2010年1月に行われた『アイドリング!!! 7thライブ 人生=修行ナリング!!!』において御披露目。
2010年 アイドリング!!!に加入
3月、ガールズ演劇ユニット「Girl〈s〉ACTRY」1期生メンバーとして、旗揚げ公演から参加。6日、最終審査「アイドリング!!! 4期生ファイナルオーディショング!!!」において4期生に選出される。
4月、アイドリング!!!26号として活動を始める。
2011年
1月、1stイメージビデオ『Ozy☆16』をリリース。
4月、初の冠番組『おじまなの「ニコぽよ!〜下目黒JK会議室〜」』の放送開始。
8月、『2ちゃんねるの呪い 劇場版』で映画初主演。
11月、2ndイメージビデオ『知佳だって恋したいもんっ!!!』をリリース。
2012年
5月、オリジナルビデオ『2ちゃんねるの呪い』「母親を殺してきた」で主演。
9月、3rdイメージビデオ『おじー3〜南の島で大暴れ〜』をリリース。
2013年
1月、冠番組『野元愛×後藤郁×尾島知佳の結束BANG!!!』の放送開始。
4月、冠番組『後藤郁vs尾島知佳』の放送開始。
11月、4thイメージビデオ『ずっと、Chikaくで』をリリース。
2014年
4月、5thイメージビデオ『19〜nineteen〜』をリリース。
7月、桃瀬美咲と共に、2014年度「納豆クイーン」に選出される。映画『偶像戦記』で主演。
2015年 アイドリング!!!卒業
2月、和太鼓アイドルユニット「東京おとめ太鼓」の一員として、ライブイベント『川崎純情Night☆〜純情バレンタインスペシャル〜』に出演。
8月、舞台『友情 〜秋桜のバラード〜』に出演。
9月、所属していたGirl〈s〉ACTRYが活動を終了。
10月、約5年半在籍していたアイドリング!!!を卒業。

### タレント活動（2015年 - 2017年）
11月、よゐこ濱口主宰『はまぐちコントサークル』に出演。その濱口が発起人となり、アイドリング!!!OG主体による女性アイドル集団「メンテナンス」が発足、メンバー3号として参加する。
2016年
4月、舞台『ヒストリーズ・ジャパン 2016』に出演。競輪情報番組『パンサーの「競輪、はじめました。」』に準レギュラー出演。
10月、ラジオ番組『劇団サンバカーニバル』第16期アシスタントでレギュラー出演。
2017年
3月、月末をもって所属事務所ホリプロを退所。これ以降、芸能界を離れている。

### 旅行家以降（2017年 - ）
2017年4月以降、SNSを開設し、一般職に就いた近況を伝えている。その後は日本や世界各地を飛び回る旅行家となり、SNSを通じて現地の様子を発信している。
2018年 - 9月、アイドリング!!!の元同僚・長野せりなの芸能生活20周年記念イベントに客演し、久々に公の場に登場。
2019年 - 7月、旅をテーマにした個人の発信サイト「職業:タビビト。」を開設。翌8月からニュージーランドに、ワーキングホリデーを利用した約1年間の滞在。9月、公式YouTubeチャンネル開設。
2020年 - 7月、世界的に大流行した新型コロナウイルス感染症拡大の影響で空路封鎖も危惧されたが、無事ニュージーランドより帰国。次の旅先にタイ、翌年のワーキングホリデー先にはカナダを予定していたが、コロナ禍の諸事情で断念した。8月、一般職への入社を報告。10月、古巣アイドリング!!!最後の同窓会番組『バカリズム特番』に参加。
2022年 - 3月、国内の九州旅行ながら、久しぶりの一人旅を満喫したエピソードを報告し、休止していた旅人を解禁した。10月23日、SNSにて一般人男性との入籍を報告。
2024年 - 10月、長野せりなの30歳の誕生日を祝したイベントに出演、久方ぶりの公の場への登場となった。

## 人物
趣味は、旅行・料理・ゴルフ・スノボ・ダイビング・写真。特技は、バレーボール・ドッジボール（2016年12月時点）。
性格はさっぱりしていて、辛口な所がある。羞恥心が希薄で、怒られるとニヤけてしまう。金融関係の社長になるのが目標。シール・ステッカー・ラベルなどを扱う専門店を開く夢がある。
姉がいる。愛犬にトイプードル「ベル」がいる。

### 旅行家
2017年3月の芸能活動引退後、以前から念願だった旅行を楽しむようになる。当初はアジア圏を中心にその後は欧州・オセアニアにまで広がり、SNSを通じて「旅人」としての一面を公開している。
- 【訪れた外国地域一覧】（トランジット泊も含む歴訪順。2024年5月時点）[1]

1. アメリカ合衆国
2. インドネシア
3. 大韓民国
4. 台湾
5. 中華人民共和国
6. シンガポール
7. ベトナム
8. フィリピン
9. オーストリア
10. スロバキア
11. イタリア
12. マルタ
13. スペイン
14. ポルトガル
15. スイス
16. ドイツ
17. オランダ
18. ベルギー
19. フランス
20. イギリス
21. フィジー
22. ニュージーランド

### エピソード
シンガーソングライターの家入レオに似ていると言われることがあった。本人同士も高校の同級生で面識があり、お互いの顔を鏡で見比べたが、双方が「似ていない」意見で一致したという。
仕事を通して身に付けた特技に、和太鼓がある。出演した番組で、和太鼓アイドルユニット「東京おとめ太鼓」の総代を務める桜りりぃから、和太鼓の教授を受けた。その縁で、ライブイベントの出演が決まり、同ユニットの一員として参加した。
- 運転免許

アイドリング!!!定期公演『ニコはちライブ』で、普通自動車免許の仮免試験に、十数回不合格だった事をカミングアウトしている。運転技術は問題ないが、筆記試験がパスできないと語った。その後、一年がかりで免許取得した。2014年6月には、普通自動二輪車免許も取得している。

### アイドリング!!!関連
アイドリング!!!では26号、イメージフラワーは「ツキミソウ」。
- 4期生

歴代メンバーの内、倉田瑠夏・伊藤祐奈・野元愛・後藤郁と同期であった。
- 愛称 / キャラクター

愛称は「オジー」または「オジ（おじ）」。一人称は「知佳（ちか）」。主に同年代以上のメンバーはオジや尾島、年下メンバーは名前通りに 知佳（ちゃん）と呼ぶ事が多い。
物怖じしない性格で口調が大きい事から、メンバーやスタッフに「怪獣」とあだ名された。非常にフレンドリーなタイプで、年上の先輩メンバーにもタメ口が基本。グループのOGで面識の無かった加藤沙耶香にも、舞台の共演をきっかけに知己になり、以後タメ口で話している。また、アイドルとしての品性に難があるため、「下品な言動が無ければ、美人なのに」と、メンバーは嘆いていた。ただし、非常に仲間思いな一面がある。
- 巨乳キャラ / 体力

比較的胸が大きいため、胸の小さいメンバーの多いグループ内において、「貧乳メンバーの胸をからかう」など巨乳キャラとしてふるまったり、扱われることが多い。番組の1000回記念でも、胸に因んだアクションを披露している。2014年に、自身初のカレンダーを発売したイベントでは「水着のカットが多く、攻めている感じになっています」と、胸を強調したPRをしている。
"運動バカ"と自称しており、体力系企画では活躍することが多い。加入から早い段階で大川藍とのライバル関係が設定され、「3期生対4期生」というシチュエーションだった場合、直接対峙する演出を数多く組まれている。同期内でも身体能力を二分していた野元愛と、ガチンコ対決3番勝負が組まれて勝利し、同期のトップに立った。
- 歌唱力

歌が非常に苦手。歌も生業としていたグループからすれば、大きな欠点だった。自身も音痴である事を自覚しており、定期ライブなどで歌のメインに置かれる事態を、露骨に嫌がっていた。しかしユーザーからは、そのギャップを楽しまれており、かえって歌わされる逆転現象が起きていた。
遠藤舞は彼女の歌について「人の心を掴むものを持っている」と評価しており、遠藤の卒業ライブ・セットリスト「犯人はあなたです♡」のユニットメンバーに据えたりしている。グループ内で歌唱力上位だった河村唯も、気に掛けてアドバイスする事が多く「ヘタなりに、陰で必死に努力していた」と、卒業後に明かしている。
- メンバーとの関係

歴代メンバーの内、滝口ミラ・谷澤恵里香・森田涼花・野元愛・後藤郁とは同じ事務所に所属（ただし、滝口・森田・野元は当時ホリプロ大阪所属）。上記5名はグループを卒業してしまい、ホリプロ所属の中で唯一の現役メンバーだった。
朝日奈央は同じ高校の同学年で、2011年度（2年生）はクラスも同じだった。また、三宅ひとみ、橘ゆりか、大川藍は先輩である。
グループ内では比較的、自分より年上メンバーとの談笑を好む。加入当初から、事務所の先輩でもある谷澤恵里香とプライベートでも付き合う事が多く、谷澤以外、興味が無かったと述べている。元々は、私生活にまでメンバーと顔を合わせる事に否定的で、メンバーとプライベートの交流は活発ではなかった。しかし実像は仲間意識の強いタイプで、晩年頃には年下メンバーも可愛がるようになり人望があった。
同い年で千葉県在住という共通点がある長野せりなとは、長野から「唯一無二の存在」と言われるなど親密だが、グループ加入から数年間は互いへの興味が全くなかった。長野が「お互いがお互いを知ったら気が合った」と分析しているが、急激に距離が縮まった理由はどちらもよく覚えていない。
- その他

『アイドリング!!!』の企画で、メンバーの中で唯一すっぴんを披露していた。過去には『スッピン!』（TBSテレビ）にも出演したことがある。

#### アイドリング!!!卒業
2015年10月末日、アイドリング!!!の活動終了に伴いグループを卒業した。約5年半在籍し、シングル13枚・アルバム4枚参加などの実績を残している。レギュラー番組『アイドリング!!!』にも同期間出演した。
- 卒業コメント

同期について「4期生は不仲なイメージだったのは事実だが、バラバラな性格がぶつかり合った結果であって、それぞれ違う個性の集まりが逆に良かったと思っている」と心中を語っている。ファンに向けては、「歌がヘタだし嫌いだと公言していたが、1年半ぐらい前からメンバーとカラオケに通うようになって、（アイドリング!!!の歌が）好きになっていった。それなのにその後も、歌嫌いの演出をし続けた事を謝りたい」と謝意を述べている。

### メンテナンス関連
- 女性アイドル集団「メンテナンス」

2015年11月28日、活動終了した女性アイドルグループ「アイドリング!!!」のOG主体による後継アイドル集団「メンテナンス」が発足。急遽請われ事情不明の状態で勧誘を受けた尾島は即日グループ入りが決まり、メンバー3号として参画した。主にトーク番組や音楽ライブなどを中心に活動し、アイドリング!!!時代の芸風を引き継いでいる。また、メンバーはあくまで個人の活動を最優先し、非常に緩く集合離散しているのが特徴。毎年、アイドルイベント『TOKYO IDOL FESTIVAL』出演を最大の目標に置いている。

## 作品

### 映像作品
イメージビデオ
- Ozy☆16（おーじぃーしっくすてぃーん）（2011年1月19日発売、ポニーキャニオン）
- 知佳だって恋したいもんっ!!!（2011年11月16日、学研パブリッシング）
- おじー3〜南の島で大暴れ〜（2012年9月28日、リバプール）[26]
- ずっと、Chikaくで（2013年11月20日、ラインコミュニケーションズ）
- 19〜nineteen〜（2014年4月18日、リバプール）

バラエティ
- 野元愛×後藤郁×尾島知佳の結束BANG!!! （2013年8月29日、イーネット・フロンティア）
- 後藤郁vs尾島知佳 Vol.1 （2014年2月26日、イーネット・フロンティア）

## 書籍

### トレーディングカード
- 〜甘えていいですか〜（2011年12月22日、ヒッツ）

### カレンダー
- 尾島知佳 2015年カレンダー（2014年10月18日、トライエックス）

## 出演

### テレビ
レギュラー・冠番組
- アイドリング!!!（2010年4月 - 2015年10月、フジテレビワンツーネクスト）
- アイドリング!!!日記 → アイドリング!!! (地上波版)（2010年4月 - 2015年11月、フジテレビ / フジテレビONE）
- 野元愛×後藤郁×尾島知佳の結束BANG!!!（2013年1月 - 2013年3月、PigooHD）
- 後藤郁vs尾島知佳（2013年4月 - 2013年9月、PigooHD）
- パンサーの「競輪、はじめました。」（2016年4月 - 2017年3月、BS日テレ） - レポーター
- 旅してHappy（2017年2月、BS日テレ）
- バカリズム特番（2020年5月10日・10月30日、フジテレビONE）

### 映画
- 2ちゃんねるの呪い 劇場版（2011年8月6日公開、ジョリー・ロジャー/永江二郎監督） - 主演・蓮井楓 役
- 偶像戦記（2014年7月20日公開、シンシタ） - 主演・チカ 役

### オリジナルビデオ
- 2ちゃんねるの呪い Vol.7「母親を殺してきた」（2012年5月、ジョリー・ロジャー/廣瀬陽監督） - 主演・美奈 役

### 配信テレビ・アプリ
- おじまなのニコぽよ!〜下目黒JK会議室〜（2011年4月、ニコニコ生放送）
- 後藤郁 & 尾島知佳 プレミアム放送（2012年 - 2013年、AmebaStudio）
- ぽにきゃん!アイドル倶楽部（2013年3月・4月・7月・11月・2014年3月・6月・2015年6月、ニコニコ生放送） - アシスタントMC
- インスタントジョンソンのかわいこちゃんNEO!（2013年12月28日、AmebaStudio） - アシスタントMC
- 尾島知佳 プレミアム放送（2013年12月28日、AmebaStudio）
- HIT IT! 日本WOW!（2014年5月22日 - 2015年4月15日、Jame Channel）
- 月刊「少女コミック」（2014年11月 - 2015年3月、ニコニコ生放送）

### 舞台
- 劇団絵生『友情 〜秋桜のバラード〜』（2015年8月29日、サンシティ越谷市民ホール / 9月7日、中野サンプラザ） - 澤田医師 役
- なるせゆうせい演出『ヒストリーズ・ジャパン 2016ver』（2016年4月12日 - 17日、新宿シアターモリエール） - イザナミ / お市 役

### ラジオ
- アイドリング!!!野元・後藤・尾島のオールナイトニッポンモバイル（2011年3月配信）
- モバラジ研究会（2012年5月6日）
- FMかまってちゃんねる、拡大スペシャル！『アイドル・ジャパンFES!』〜深夜もかまってね〜（2013年7月7日、TOKYO FM）
- 劇団サンバカーニバル（2016年10月 - 2017年3月、FM-FUJI）

### イベント
- サマーパーティー ホリプロ50周年記念!!アイドル50人大集合!! powered byニコニコ動画（2010年8月24日 、赤坂BLITZ）
- U.M.U AWARD 2010（2010年12月26日・27日、銀河劇場）
- 1stイメージビデオ『Ozy☆16』発売記念イベント（2011年2月6日、石丸ソフト）
- Girl〈s〉ACTRY 結成1周年イベント「1st Birth Days Plus」（2011年6月17日、渋谷クラブクロール）
- トレカ『〜甘えていいですか〜』発売記念イベント（2011年12月17日、書泉ブックマート/ブックタワー）
- 2ndイメージビデオ『知佳だって恋したいもんっ!!!』発売記念イベント（2011年11月19日、書泉ブックタワー）
- Girl〈s〉ACTRY 結成2周年イベント「2nd Birth Days」（2012年3月30日、渋谷クラブクロール）
- 3rdイメージビデオ『おじー3〜南の島で大暴れ〜』発売記念イベント（2012年10月13日、アソビットシティ）
- Girl〈s〉ACTRY 結成3周年イベント「3rd Birth Days」（2013年3月30日、東放学園アトリエクマノ）
- 『野元愛×後藤郁×尾島知佳の結束BANG!!!』発売記念イベント（2013年9月8日、ソフマップアミューズメント館）
- 4thイメージビデオ『ずっと、Chikaくで』発売記念イベント（2013年11月30日、ソフマップアミューズメント館/アソビットシティ）
- 『後藤郁vs尾島知佳 Vol.1』発売記念イベント（2014年3月8日、ソフマップアミューズメント館）
- Girl〈s〉ACTRY 結成4周年イベント「4th Birth Days」（2014年3月30日、東放学園アトリエクマノ）
- 5thイメージビデオ『19〜nineteen〜』発売記念イベント（2014年4月19日、ソフマップアミューズメント館）
- 2015年カレンダー発売記念握手会（2014年11月8日、ブックファースト新宿店）[20]
- 川崎純情Night☆〜純情バレンタインスペシャル〜（2015年2月15日、川崎セルビアンナイト）
- Silent Night ホーリー Night 〜聖こない夜〜（2015年12月22日、スクエア荏原ひらつかホール）[27]
- ホリプロ春のファン祭り2016〜TBSラジオ出演権を添えて〜（2016年3月29日、銀座・博品館劇場）
- 長野せりな 生誕祭&芸能生活20周年記念イベント（2018年9月29日、東京ベルエポック美容専門学校 葛西校第二校舎）
- 長野せりなバースデーイベント（2024年10月6日、359_ACE.LOUNGE.四谷1st）